# NGC 6317
NGC 6317 é uma galáxia lenticular (S0) localizada na direcção da constelação de Draco. Possui uma declinação de +62° 53' 53" e uma ascensão recta de 17 horas, 08 minutos e 59,3 segundos.
A galáxia NGC 6317 foi descoberta em 2 de Junho de 1883 por Lewis A. Swift.